# Antonio Rukavina
Antonio Rukavina (srbskou cyrilicí Антонио Рукавина, * 26. ledna 1984, Bělehrad, SFR Jugoslávie) je bývalý srbský fotbalový obránce, naposledy hráč klubu FC Astana.

## Reprezentační kariéra
V A-mužstvu Srbska debutoval 2. 6. 2007 v kvalifikačním zápase proti týmu Finska (výhra 2:0).
Byl součástí srbského týmu na Mistrovství světa 2010 v Jihoafrické republice, ale do žádného ze tří zápasů Srbska na turnaji nezasáhl.